# Tappeto Hereke

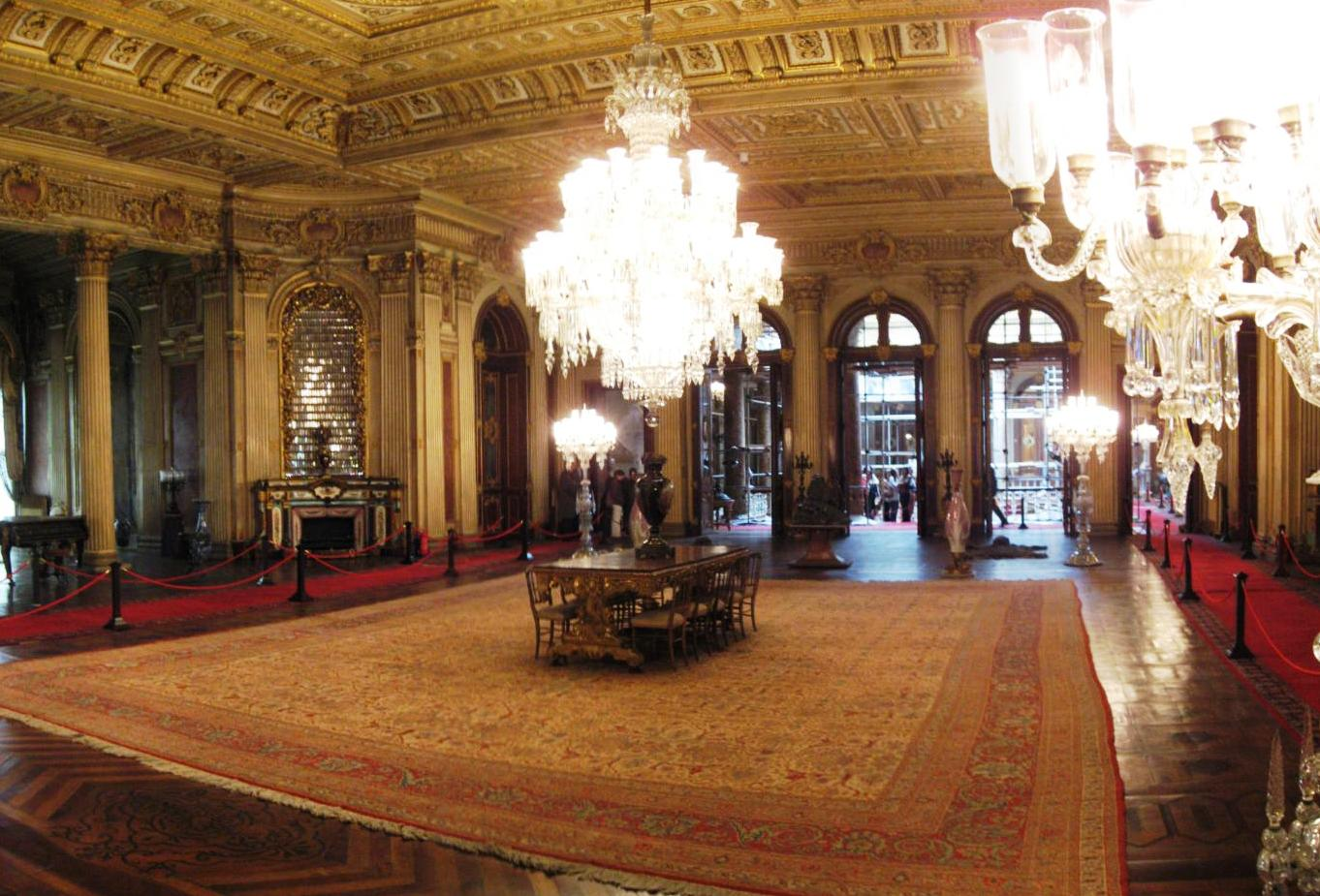
Un tappeto Hereke nella sala degli ambasciatori del palazzo Dolmabahçe Palace, ha una grandezza di circa 120 m²

I tappeti Hereke sono tappeti turchi fatti a mano prodotti e venduti a Hereke, una città costiera della Turchia. Per molto tempo sono stati prodotti solo a Hereke, a 60 km da Istanbul. I materiali utilizzati sono la seta, una combinazione di lana e cotone, e talvolta fili d'oro o d'argento.
Il sultano ottomano Abdülmecid I fondò la Manifattura imperiale di Hereke nel 1841 per produrre tutti i tessuti per il suo palazzo Dolmabahçe sul Bosforo. Ha riunito i migliori artisti e tessitori di tappeti dell'Impero Ottomano a Hereke, dove hanno iniziato a produrre tappeti di alta qualità e grandi tappeti con motivi unici.

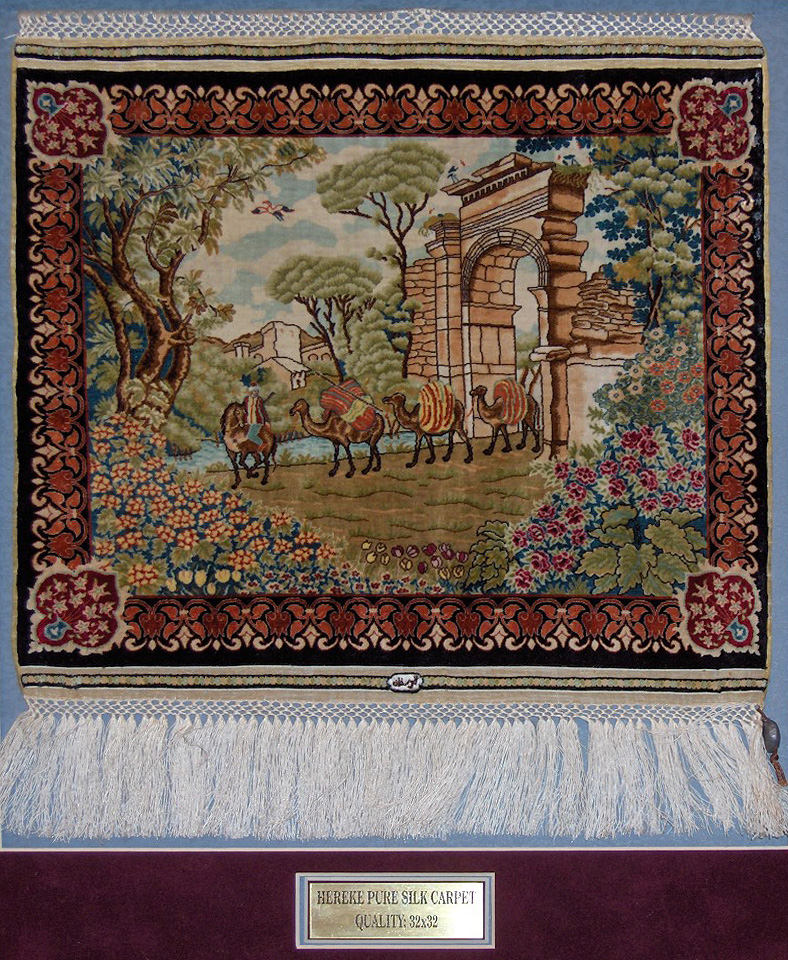
Tappeto Hereke "seta su seta" 0,6 m², 32 X 32 nodi al cm², 13 anni di lavoro

Dopo aver completato i lavori sul Palazzo Dolmabahçe, i sultani ottomani erano soliti regalare tappeti Hereke a reali, nobili e statisti in visita selezionati. Fu solo nel 1890 che ad alcuni commercianti di Istanbul fu permesso di vendere alcuni dei pezzi realizzati a Hereke. Con la fine dell'Impero Ottomano, la produzione di tappeti Hereke fu limitata fino alla metà del XX secolo, quando alcuni maestri tessitori di Hereke iniziarono ancora una volta a produrre i tappeti in continuazione della tradizione dei tappeti del palazzo ottomano. Nel 1920 Hereke ospitava una scuola di produzione di tappeti gestita dallo stato. Sia le donne che i bambini musulmani e cristiani hanno frequentato le lezioni.
I tappeti Hereke sono tipicamente tappeti molto grandi, delle dimensioni di un palazzo, e sono realizzati con lana su cotone, pelo di cammello su cotone, seta su cotone e seta su seta, che vengono annodati in piccole dimensioni. La precisione dei loro doppi nodi (nodi turchi o nodi ghiordes), che consente la chiara visualizzazione delle fantasie, insieme alle combinazioni di colori e alle armoniose fantasie, li hanno resi altamente collezionabili. Oggi, i tappeti Hereke sono ancora realizzati con i modelli tradizionali del sultano ottomano Abdülmecid I, così come i modelli figurativi tradizionali anatolici e contemporanei.